# Kapgang
Kapgang (em inglês:Speed Walking) é um filme de drama dinamarquês de 2014 dirigido por Niels Arden Oplev. É baseado no livro de mesmo nome de Morten Kirkskov, sobre a história de amadurecimento de Martin nos anos 1970, após a morte da mãe provocada por um câncer.

## Elenco
- Villads Bøye como Martin
- Frederik Winther Rasmussen como Kim
- Kraka Donslund Nielsen como Kristine
- Anders W. Berthelsen como Hans
- Sidse Babett Knudsen como Lizzie
- Pilou Asbæk como Onkel Kristian
- Jens Jørn Spottag
- Jakob Lohmann
- Christine Gjerulff
- Anette Støvelbæk
- Kristian Halken
- Steen Stig Lommer
- Stine Stengade
- Anne Louise Hassing
- David Dencik

## Recepção
Escrevendo para o The Hollywood Reporter, Justin Lowe disse que "Speed Walking está entre os filmes contemporâneos que destacam a divergência contínua entre as sensibilidades culturais europeias e americanas, relembrando com suas situações sexuais francas e a chegada dos primeiros filmes de arte franceses, italianos e escandinavos nos anos 60 e 70."
Guy Lodge, em sua crítica para a Variety disse que "auxiliado pela direção louvávelmente gentil de seus excelentes protagonistas jovens, Speed Walking é mais notável por sua descrição delicadamente sincera do estágio mais inicial e maleável da sexualidade adolescente (...) a aceitação da pílula de Kristine [personagem do filme] porque 'meninos odeiam borrachas' situa o filme firmemente na era pré-AIDS. Essas políticas sexuais problemáticas, apresentadas em grande parte sem comentários, dão um propósito ao cenário do período do filme além da cosmética."